# International Indian Treaty Council
Der International Indian Treaty Council (IITC) ist eine Organisation von Indigenen Völkern in Amerika. Die Organisation mit Sitz in San Francisco strebt die Souveränität und Selbstbestimmung der indigenen Völker an sowie die Anerkennung und den Schutz der Rechte der Indigenen (Vertragsrechte, Landrechte, Jagd- und Fischereirechte), ihrer Kulturen und heiligen Orte.
Der IITC wurde 1974 bei einem Treffen des American Indian Movement in Standing Rock, South Dakota, von mehr als 5.000 Vertretern von 98 indigenen Nationen vom ganzen amerikanischen Doppelkontinent gegründet. Noch im selben Jahr reisten IITC-Vertreter in die Schweiz und regten dort die Gründung eines Unterstützungsnetzwerkes an. Daraus ging die Schweizer Menschenrechtsorganisation Incomindios Schweiz hervor.
1977 wurde der IITC die erste Indigenen-Organisation, die den Konsultativ-Status des Wirtschafts- und Sozialrates der UNO (Consultative Status to the United Nations Economic and Social Council) erhielt.
Heute gehört der IITC zu den einflussreichsten NGOs in den Foren der UNO.